# Shoya Nakajima
Shoya Nakajima (født 23. august 1994) er en japansk fodboldspiller. Han var en del af den japanske trup ved Sommer-OL 2016.